# Luaha Idano Pono
Luaha Idano Pono is een bestuurslaag in het regentschap Nias Selatan van de provincie Noord-Sumatra, Indonesië. Luaha Idano Pono telt 277 inwoners (volkstelling 2010).